# Toto (futebolista)
Sandro Luis Schmidt, o Toto (Jaraguá do Sul, 26 de agosto de 1968) é um ex-futebolista brasileiro que atuava como atacante. Jogou no Flamengo, Paraná Clube, Cruzeiro e Juventus-SC.

## Carreira
Começou a carreira no Juventus, onde fez muitos gols, sendo artilheiro da segunda divisão do Campeonato Catarinense em 1990 e na primeira divisão de 1991 foi artilheiro do Estadual com 19 gols.
Vários clubes apresentaram interesse em sua contratação já desde seu primeiro ano como profissional, inclusive o tradicional River Plate da Argentina. Seu toque de bola rápido e seus dribles fizeram história em Jaraguá do Sul.
Tanta facilidade para fazer gols, não demorou para o jovem jogador chamar a atenção de grandes clubes do país e do exterior, e Toto acabou acertando em 1992 com o poderoso Flamengo, sendo a maior negociação da história do Juventus de Jaraguá do Sul.
O atacante, disputou o campeonato Brasileiro pela equipe carioca onde se tornou campeão Brasileiro daquele ano, porém, com uma equipe já entrosada o jogador, teve poucas chances, mesmo assim, fez seus gols, tendo a boa média de 9 jogos e 4 gols com a camisa do Flamengo. O centroavante jogou com Gaúcho, Zinho, Paulo Nunes, Djalminha e Júnior e na época apenas 4 jogadores ficavam no banco de reservas, ou seja, era ainda mais complicado para o jovem atacante.
Ao final do mesmo ano, Toto acertou sua transferência para outro gigante do futebol brasileiro, o Cruzeiro de Minas Gerais, e o artilheiro teve um grande destaque na equipe de Minas, sendo campeão Mineiro e artilheiro do campeonato de 1993, Campeão da Super Copa da Libertadores e da Copa do Brasil.  O título da Super Copa foi muito importante, talvez o mais expressivo da carreira do jogador, Toto acabou enfrentando Boca Juniors e River Plate. Toto era um dos destaques da equipe e o sucesso em nível nacional começava ainda mais a aparecer para o jaraguaense.
Porém, um fato marcante aconteceu, Toto era artilheiro da equipe, campeão de vária competições, porém, o Cruzeiro contratou um atacante da Seleção Brasileira Sub-17, até aí nada demais, porém, este atacante era Ronaldo, que anos depois se tornaria o fenômeno.
Toto seguiu titular da equipe, mas, em uma excursão para a Europa, o garoto Ronaldo começou a figurar no banco de reservas. Em um desses jogos, contra o Benfica, Ronaldo entrou na equipe e segundo o próprio Toto acabou com a partida, marcando gols . No amistoso seguinte, Ronaldo já era titular da equipe. Toto, muito jovem e querendo jogar, acabou contrariado com a decisão do treinador e preferiu mesmo sendo artilheiro da equipe buscar espaço em outro clube.
Depois o jogador, acertou com o Paraná Clube, que era a equipe que dominava o futebol paranaense e com destaque no Campeonato Brasileiro. Também jogou no Figueirense e Criciúma.
Encerrou a carreira muito jovem, devido as lesões, aos 32 anos, no Fortaleza.

## Títulos
Flamengo
- Campeonato Brasileiro: 1992

Cruzeiro
- Campeonato Mineiro: 1992
- Supercopa da Libertadores:1992
- Copa do Brasil: 1993

Paraná
- Campeonato Paranaense: 1993

Fortaleza
- Campeonato Cearense: 2000

### Artilharia
- Artilheiro Campeonato Catarinense: 1991 (19 gols)[1]